# Jorge Linares
Jorge Luis Linares Palencia (ur. 22 sierpnia 1985 w Barinas) – wenezuelski pięściarz, były zawodowy mistrz świata organizacji WBA w kategorii junior lekkiej (do 130 funtów) i organizacji WBC w kategorii piórkowej (do 126 funtów).

## Kariera zawodowa
Rozpoczął swoją zawodową karierę w grudniu 2002. Już w swojej ósmej walce, w styczniu 2004, pokonał byłego mistrza świata WBA w kategorii muszej, Hugo Rafaela Soto.
21 lipca 2007 spotkał się z byłym mistrzem świata WBC w kategorii junior piórkowej, Óscarem Lariosem w walce o wakujący tytuł mistrza świata WBC. Linares pokonał Meksykanina przez techniczny nokaut w dziesiątej rundzie i zdobył pas mistrzowski. 15 grudnia 2007, w pierwszej obronie swojego tytułu, znokautował w ósmej rundzie Gamaliela Diaza.
13 sierpnia 2008 zrezygnował z mistrzowskiego tytułu i zmienił kategorię wagową na wyższą. Już w pierwszej walce dostał szansę zdobycia wakującego tytułu mistrza świata WBA w kategorii junior lekkiej. 28 listopada 2008 pokonał przez techniczny nokaut w piątej rundzie. 27 czerwca 2009 pokonał przez techniczny nokaut w ósmej rundzie Josafata Pereza.
10 października 2009 roku niespodziewanie przegrał z Juanem Carlosem Salgado przez techniczny nokaut już w pierwszej rundzie i stracił pas mistrzowski. 27 marca 2010 pokonał decyzją większości na punkty Francisco Lorenzo w stosunku 97–93, 97–94 i 95–95.
Po pokonaniu Lorenzo zmienił kategorię wagową na lekką. Jego przeciwnikiem był Rocky Juarez (28-6-1 20KO) po ciekawym pojedynku, wygrał jednogłośnie na punkty 97-92 99-90 99-90 Linares zdobywając tytuł interim WBA Fedelatin.
Pokonał po drodze jeszcze dwóch pięściarzy, świetnego kiedyś mistrza WBC super piórkowej i IBF lekkiej Jesusa Chaveza (44-8-0 30KO) i przeciętnego Adriana Verdugo (20-5-1 18KO).
Golden Boy dostał szansę wywalczenia tytułu w 3 kategorii wagowej, jego przeciwnikiem był Antonio DeMarco (26-2-1 19KO), który wcześniej próbował zdobyć tytuł z nieżyjącym już Edwinem Valero (27-0 27KO). Linares wygrywając przeważnie każdą rundę w 11 prowadził 98-92 99-91 98-92
lecz był bardzo mocno porozbijany dlatego sędzia postanowił przerwać pojedynek.
30 maja 2015 w Londynie wygrał przez techniczny nokaut w dziesiątej rudzie z Brytyjczykiem Kevinem Mitchellem (39-3, 29 KO), broniąc po raz pierwszy tytuł WBC kategorii lekkiej.
27 stycznia 2018 w Inglewood pokonał na punkty (117:111 i dwukrotnie 118:110) Filipińczyka Mercito Gestę (31-2-2, 17 KO), broniąc tym samym tytułu mistrza świata wagi lekkiej federacji WBA.
12 maja 2018 w nowojorskiej Madison Square Garden przegrał  przez techniczny nokaut w dziesiątej rundzie z mistrzem świata WBO wagi super piórkowej Ukraińcem Wasylem Łomaczenko (11-1, 9 KO), tracąc tytuł WBA wagi lekkiej.